# Mascagnia dissimilis
Mascagnia dissimilis là một loài thực vật có hoa trong họ Malpighiaceae. Loài này được C.V.Morton & Moldenke mô tả khoa học đầu tiên năm 1933.